# Jarny
Jarny est une commune française située dans le département de Meurthe-et-Moselle, en Lorraine, dans la région Grand Est.
Elle doit son développement aux mines de fer (Jarny, Droitaumont, Giraumont) et dans la foulée au chemin de fer (triage de Conflans-Jarny), les mines générant d'importants volumes de minerai, la minette lorraine à transporter jusqu'aux hauts-fourneaux.

## Géographie
Dans le relief de côtes (ou cuestas) de cette bordure est du bassin parisien, Jarny s'inscrit dans la dépression argileuse de la Woëvre, contenue entre deux lignes de côtes calcaires : côtes de Meuse à l'ouest, côtes de Moselle à l'est.
Les cours d'eau principaux sont l'Orne et l'Yron, qui se rejoignent dans la commune voisine de Conflans-en-Jarnisy (dont le nom vient de confluent). L'Orne a été légèrement détournée pour permettre l'agrandissement du triage ferroviaire.
Jarny, village du duché de Bar, fera partie de la Moselle de 1790 à 1871 lors du premier découpage des départements, puis du nouveau département de Meurthe-et-Moselle créé à la suite de l'annexion en 1871 par l'Allemagne d'une grande partie de la Moselle et d'une petite portion de la Meurthe (la Meurthe-et-Moselle regroupant alors l'essentiel de la Meurthe, plus une fraction de la Moselle, d'où sa forme particulière évoquant une oie). Jarny est située à 13 km de Briey, à 26 km de Metz, à 43 km de Verdun, à 67 km de Nancy et à 90 km de Bar-le-Duc.
|                        | Labry          | Giraumont             |
| Conflans-en-Jarnisy    | Jarny          | Doncourt-les-Conflans |
| Friauville, Brainville | Ville-sur-Yron | Bruville              |

### Hydrographie

#### Réseau hydrographique
La commune est dans le bassin versant du Rhin au sein du bassin Rhin-Meuse. Elle est drainée par le ruisseau de Geruville, le ruisseau des Rouaux, le ruisseau du Fond de la Cuve, le ruisseau le Rougeval, l'Orne et l'Yron,.

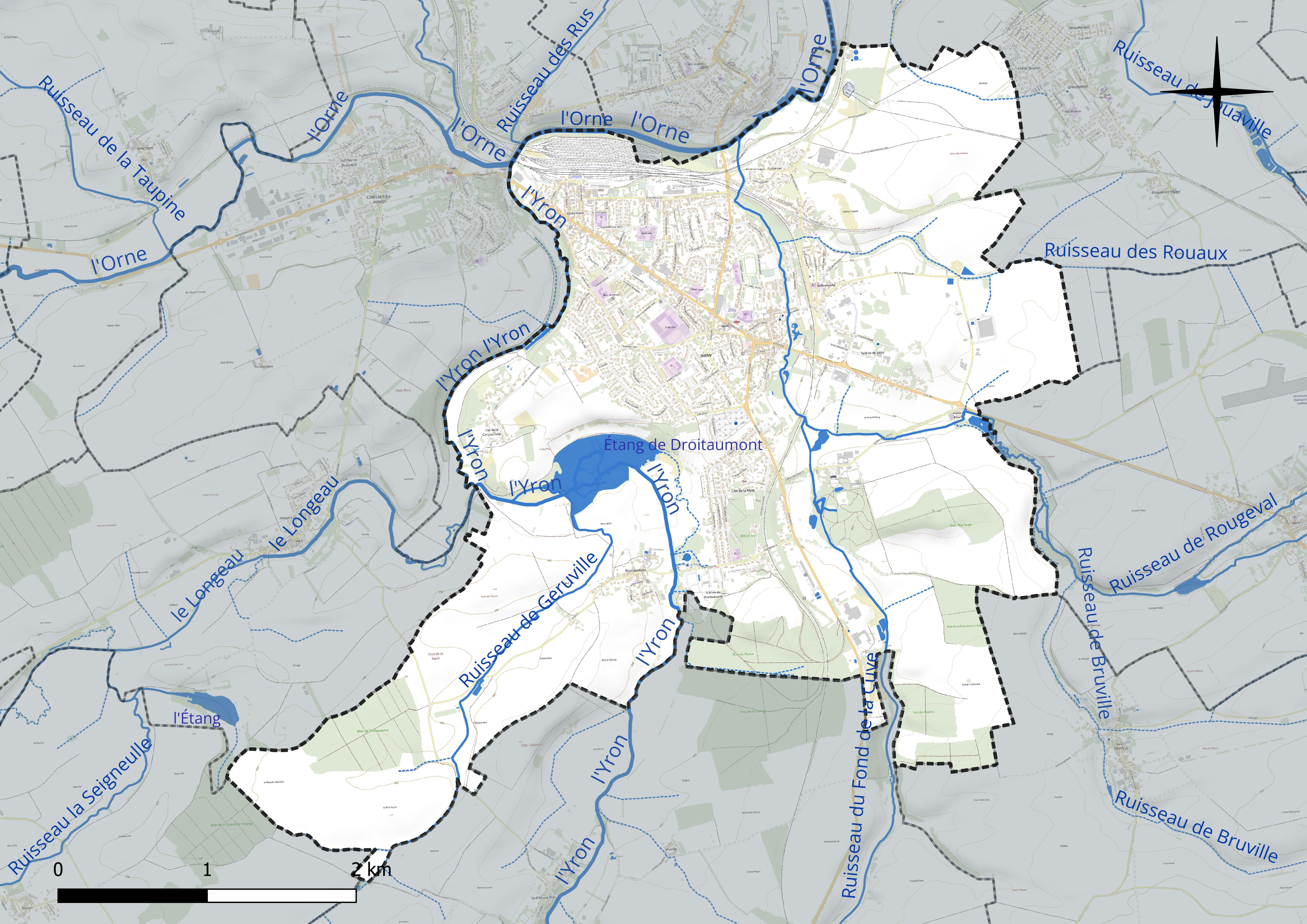
Réseau hydrographique de Jarny.

Un plan d'eau complète le réseau hydrographique : l'étang de Droitaumont (1,3 ha),.

#### Gestion et qualité des eaux
Le territoire communal est couvert par le schéma d'aménagement et de gestion des eaux (SAGE) « Bassin ferrifère ». Ce document de planification concerne le périmètre des anciennes galeries des mines de fer, des aquifères et des bassins versants hydrographiques associés qui s’étend sur 2 418 km2. Les bassins versants concernés sont celui de la Chiers en amont de la confluence avec l'Othain, et ses affluents (la Crusnes, la Pienne, l'Othain), celui de l'Orne et ses affluents et celui de la Fensch, le Veymerange, la Kiesel et les parties françaises du bassin versant de l'Alzette et de ses affluents (Kaylbach, ruisseau de Volmerange). Il a été approuvé le 27 mars 2015. La structure porteuse de l'élaboration et de la mise en œuvre est la région Grand Est. 
La qualité des cours d’eau peut être consultée sur un site dédié géré par les agences de l’eau et l’Agence française pour la biodiversité. 

### Climat
Pour des articles plus généraux, voir Climat du Grand Est et Climat de Meurthe-et-Moselle.
En 2010, le climat de la commune est de type climat des marges montargnardes, selon une étude du Centre national de la recherche scientifique s'appuyant sur une série de données couvrant la période 1971-2000. En 2020, Météo-France publie une typologie des climats de la France métropolitaine dans laquelle la commune est exposée à un climat semi-continental et est dans la région climatique  Lorraine, plateau de Langres, Morvan, caractérisée par un hiver rude (1,5 °C), des vents modérés et des brouillards fréquents en automne et hiver. 
Pour la période 1971-2000, la température annuelle moyenne est de 9,6 °C, avec une amplitude thermique annuelle de 16,7 °C. Le cumul annuel moyen de précipitations est de 786 mm, avec 12,1 jours de précipitations en janvier et 9,1 jours en juillet. Pour la période 1991-2020, la température moyenne annuelle observée sur la station météorologique de Météo-France la plus proche, « Doncourt-lès-Conflans », sur la commune de Doncourt-lès-Conflans à 4 km à vol d'oiseau, est de 10,7 °C et le cumul annuel moyen de précipitations est de 710,3 mm. 
La température maximale relevée sur cette station est de 40,9 °C, atteinte le 25 juillet 2019 ; la température minimale est de −16,5 °C, atteinte le 26 décembre 2010,,. 
| Mois                                  | jan.           | fév.          | mars           | avril         | mai           | juin          | jui.          | août          | sep.          | oct.          | nov.          | déc.           | année      |
| ------------------------------------- | -------------- | ------------- | -------------- | ------------- | ------------- | ------------- | ------------- | ------------- | ------------- | ------------- | ------------- | -------------- | ---------- |
| Température minimale moyenne (°C)     | −0,3           | −0,2          | 1,4            | 3,8           | 7,5           | 10,7          | 12,6          | 12,4          | 9,2           | 6,9           | 3,5           | 0,7            | 5,7        |
| Température moyenne (°C)              | 2,5            | 3,3           | 6,4            | 10,3          | 13,7          | 17,2          | 19,3          | 18,7          | 15,4          | 11,3          | 6,5           | 3,4            | 10,7       |
| Température maximale moyenne (°C)     | 5,2            | 6,8           | 11,4           | 16,8          | 19,9          | 23,8          | 26,1          | 24,9          | 21,5          | 15,7          | 9,6           | 6              | 15,6       |
| Record de froid (°C) date du record   | −14,7 07.01.09 | −16 12.02.12  | −10,7 15.03.13 | −6,9 14.04.19 | −3,4 05.05.19 | 1,1 12.06.05  | 2,3 31.07.15  | 3,1 10.08.16  | −1,3 20.09.12 | −6,1 29.10.12 | −9,3 30.11.20 | −16,5 26.12.10 | −16,5 2010 |
| Record de chaleur (°C) date du record | 14,7 01.01.22  | 21,5 27.02.19 | 26 31.03.21    | 28,8 21.04.18 | 33,3 29.05.17 | 36,7 19.06.22 | 40,9 25.07.19 | 39,1 04.08.22 | 36,2 16.09.20 | 27,9 13.10.23 | 21,6 02.11.20 | 16,1 31.12.22  | 40,9 2019  |
| Précipitations (mm)                   | 56,7           | 53,2          | 55,1           | 38,8          | 72,1          | 65,6          | 60,3          | 67            | 54,2          | 58,9          | 57,7          | 70,7           | 710,3      |

| Diagramme climatique                                  |             |             |             |             |              |              |            |             |             |            |          |
| J                                                     | F           | M           | A           | M           | J            | J            | A          | S           | O           | N          | D        |
| 5,2−0,356,7                                           | 6,8−0,253,2 | 11,41,455,1 | 16,83,838,8 | 19,97,572,1 | 23,810,765,6 | 26,112,660,3 | 24,912,467 | 21,59,254,2 | 15,76,958,9 | 9,63,557,7 | 60,770,7 |
| Moyennes : • Temp. maxi et mini °C • Précipitation mm |             |             |             |             |              |              |            |             |             |            |          |

Les paramètres climatiques de la commune ont été estimés pour le milieu du siècle (2041-2070) selon différents scénarios d'émission de gaz à effet de serre à partir des nouvelles projections climatiques de référence DRIAS-2020. Ils sont consultables sur un site dédié publié par Météo-France en novembre 2022.

## Urbanisme

### Typologie
Au 1er janvier 2024, Jarny est catégorisée petite ville, selon la nouvelle grille communale de densité à sept niveaux définie par l'Insee en 2022.
Elle appartient à l'unité urbaine de Jarny, une agglomération intra-départementale regroupant trois  communes, dont elle est ville-centre,,. Par ailleurs la commune fait partie de l'aire d'attraction de Jarny, dont elle est la commune-centre,. Cette aire, qui regroupe 8 communes, est catégorisée dans les aires de moins de 50 000 habitants,.

### Occupation des sols
L'occupation des sols de la commune, telle qu'elle ressort de la base de données européenne d’occupation biophysique des sols Corine Land Cover (CLC), est marquée par l'importance des territoires agricoles (56,5 % en 2018), en diminution par rapport à 1990 (60,2 %). La répartition détaillée en 2018 est la suivante : terres arables (41,9 %), zones urbanisées (26,4 %), prairies (12,1 %), forêts (8,4 %), zones industrielles ou commerciales et réseaux de communication (3,3 %), milieux à végétation arbustive et/ou herbacée (2,7 %), zones humides intérieures (2,7 %), zones agricoles hétérogènes (2,4 %). L'évolution de l’occupation des sols de la commune et de ses infrastructures peut être observée sur les différentes représentations cartographiques du territoire : la carte de Cassini (XVIIIe siècle), la carte d'état-major (1820-1866) et les cartes ou photos aériennes de l'IGN pour la période actuelle (1950 à aujourd'hui).

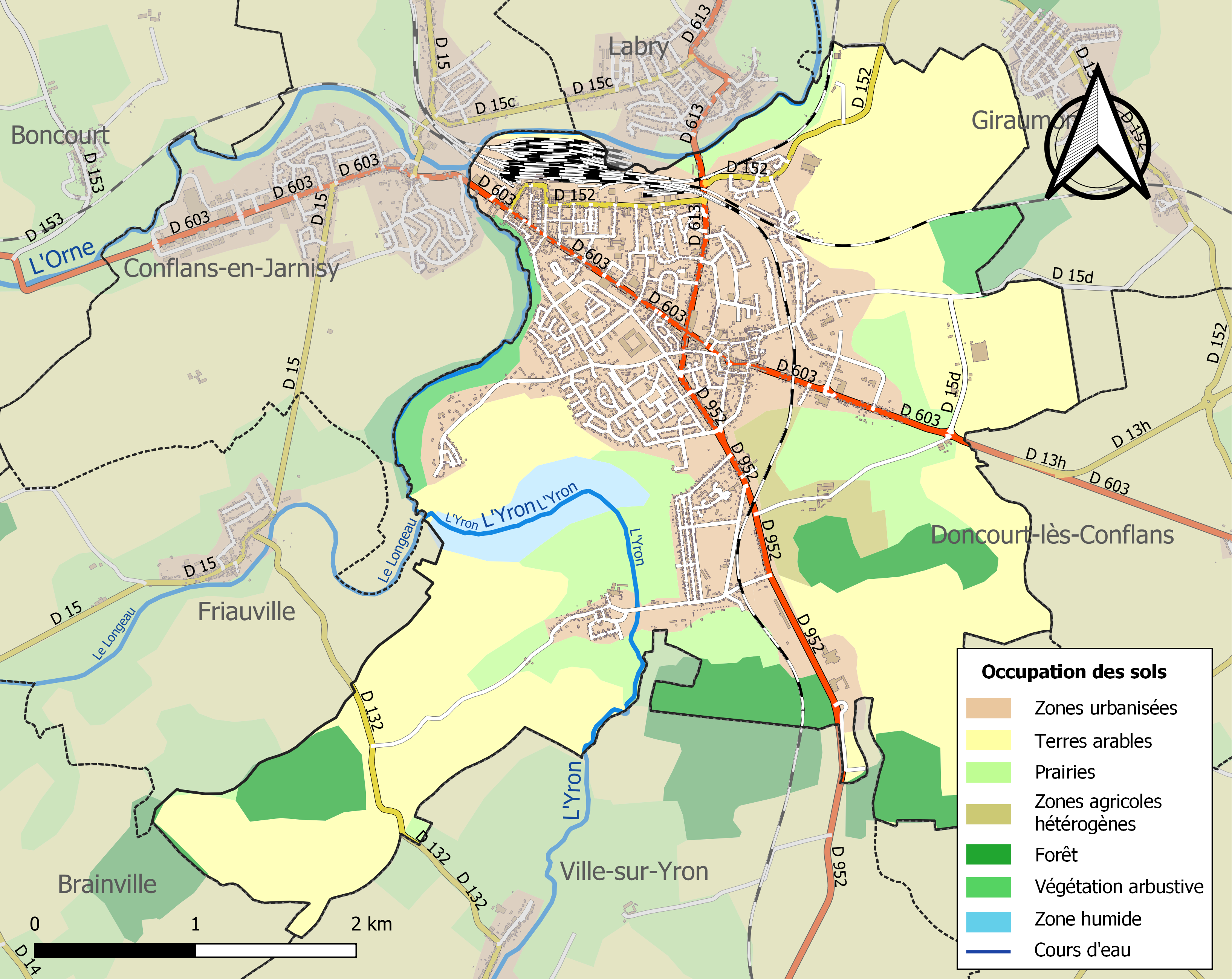
Carte des infrastructures et de l'occupation des sols de la commune en 2018 (CLC).

## Toponymie
Anciennement mentionné : Garniacum (936), Jarnei (1156), Gerney (1299), Garnei (1435), Gerny (1451), Gernexum (1484), Gerneyum et Jarni (1544), Jarnyum (1749). En lorrain : Jerny.
Selon Ernest Nègre, la mention de 936 est issue du nom de personne Garinia suivi du suffixe -acum.

## Histoire
Depuis le Moyen Âge, Droiteaumont et Jarny sont deux seigneuries liées à la famille de Gourcy, ou de Gorcy, qui s'y fixa très tôt. Le blason de la commune leur est emprunté, avec une variante (annelets d'argent) pour se différencier du blason des Gorcy (annelets d'or). Cette famille fut très puissante et influente à la cour de Lorraine, comme en témoignent ses alliances illustres (Lignéville, Manderscheid, Merode). Droiteaumont donna son nom à l'une des branches de cette famille, dont plusieurs membres se distinguèrent : François Antoine, comte de Gourcy de Droiteaumont, capitaine, chevalier des ordres prestigieux de Saint-Lazare et de Notre-Dame-du-Mont-Carmel ; ainsi que son frère Joseph, comte de Gourcy-Droiteaumont, capitaine au régiment de Touraine puis de La Fère, chevalier de l'ordre royal et militaire de Saint-Louis, qui fit la campagne d'Amérique en 1776, puis commanda au jeune Bonaparte, encore sous-Lieutenant ou encore Ernest François Xavier, Comte de Gourcy Droiteaumont, conseiller de Basse-Autriche.
En 1817, Jarny, village de l'ancienne province du Barrois sur l'Orne et à droite de l'Yron, a pour annexe le village de Droitaumont, les fermes de Moncel et de Moulinelle et le moulin de Bruillot. À cette époque, il y avait 460 habitants répartis dans 81 maisons. En 1817, Droitaumont, village de l'ancienne province du Barrois sur l'Yron ; à cette époque, il y avait 92 habitants répartis dans 14 maisons. Commune indépendante jusqu'en 1810, Droitaumont est depuis cette date rattachée à la commune de Jarny.

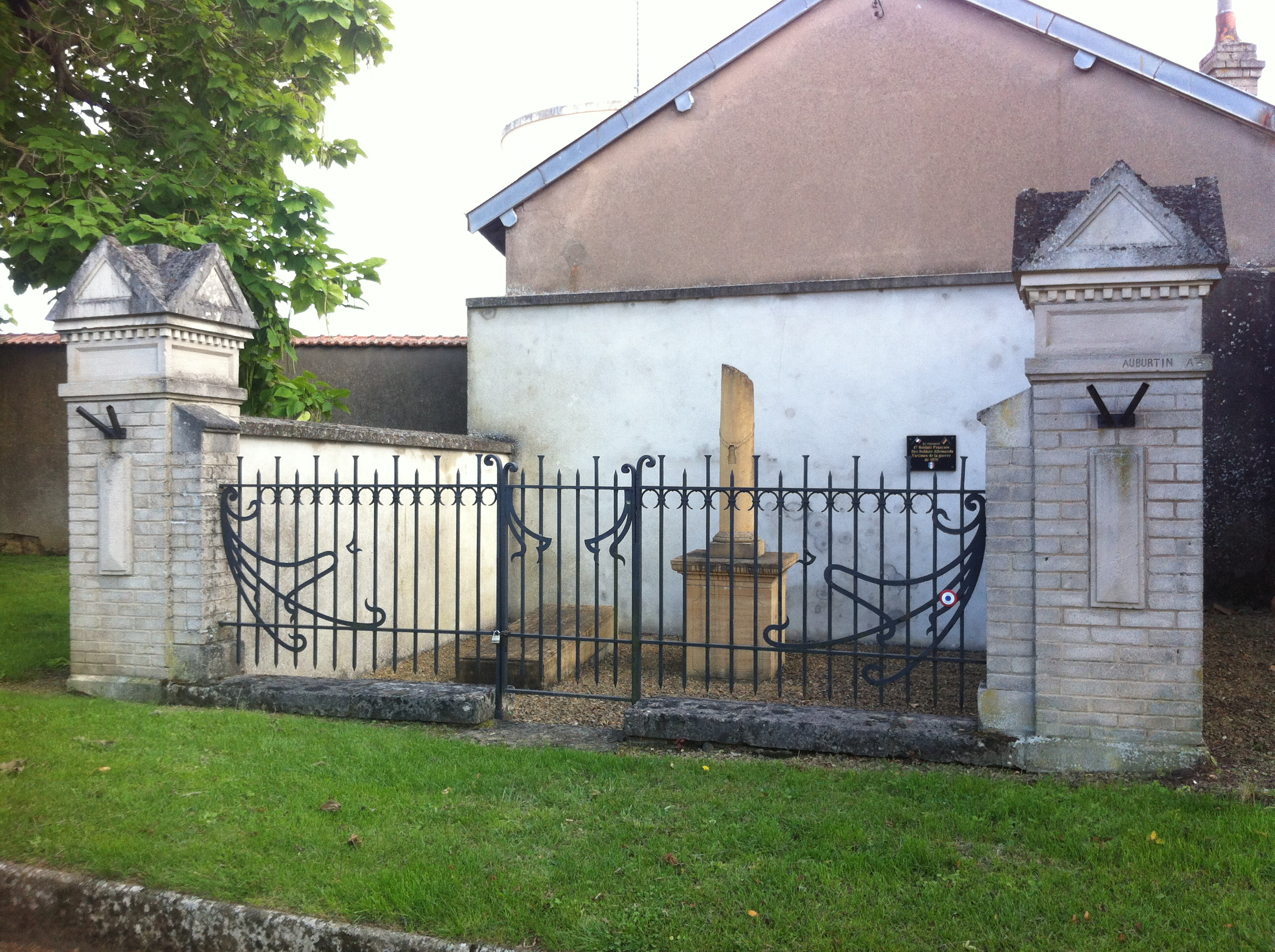
Cimetière et ossuaire de la guerre de 1870.

Au début du XXe siècle, la ville se développe grâce aux mines de fer, qui font appel à une main-d'œuvre immigrée, notamment allemande, luxembourgeoise, polonaise et italienne. La concurrence de minerais étrangers à plus haute teneur en fer conduira à la fermeture des mines à la fin du XXe siècle.

### Première Guerre mondiale

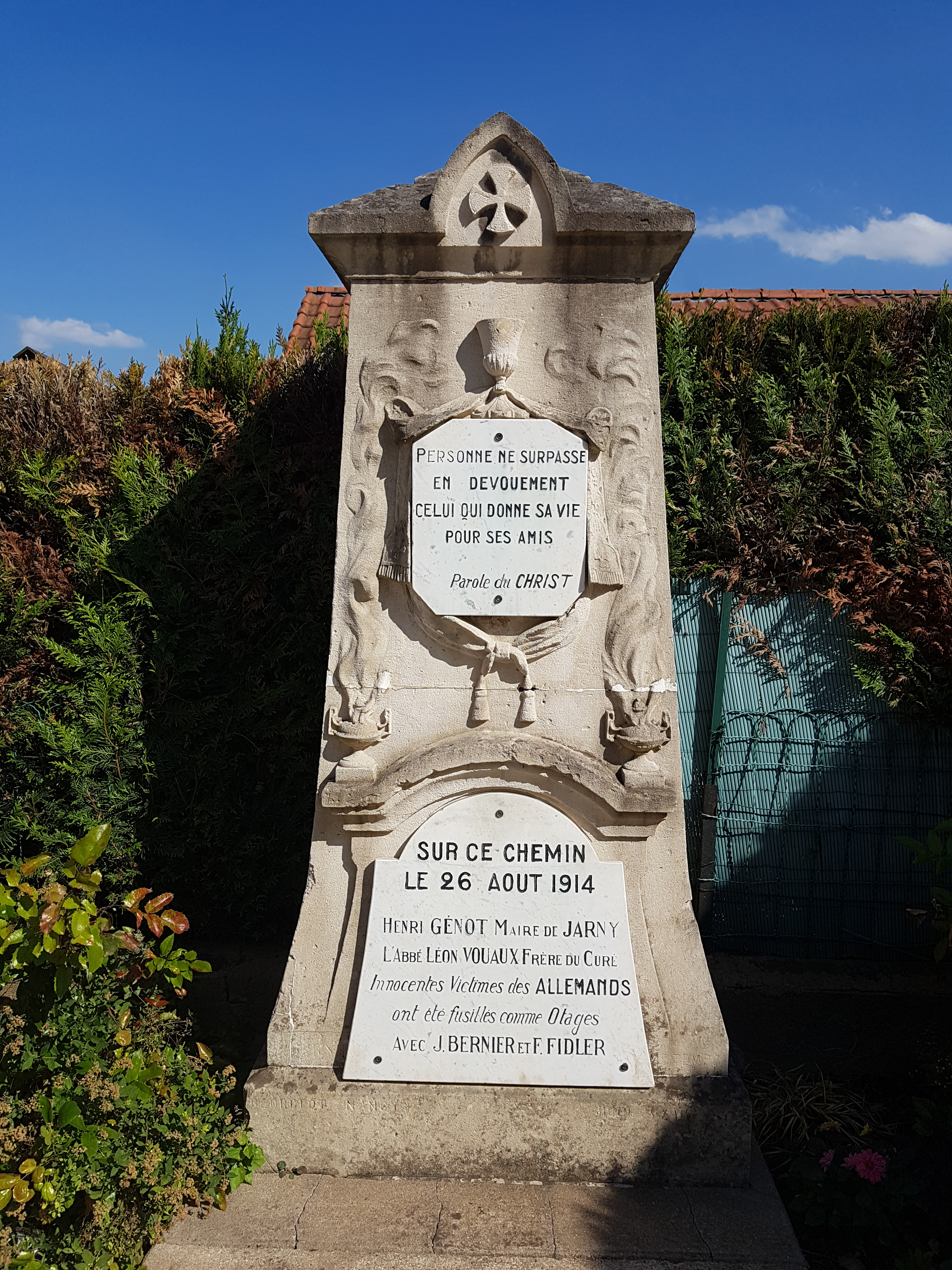
Monument aux fusillés du 26 août 1914.

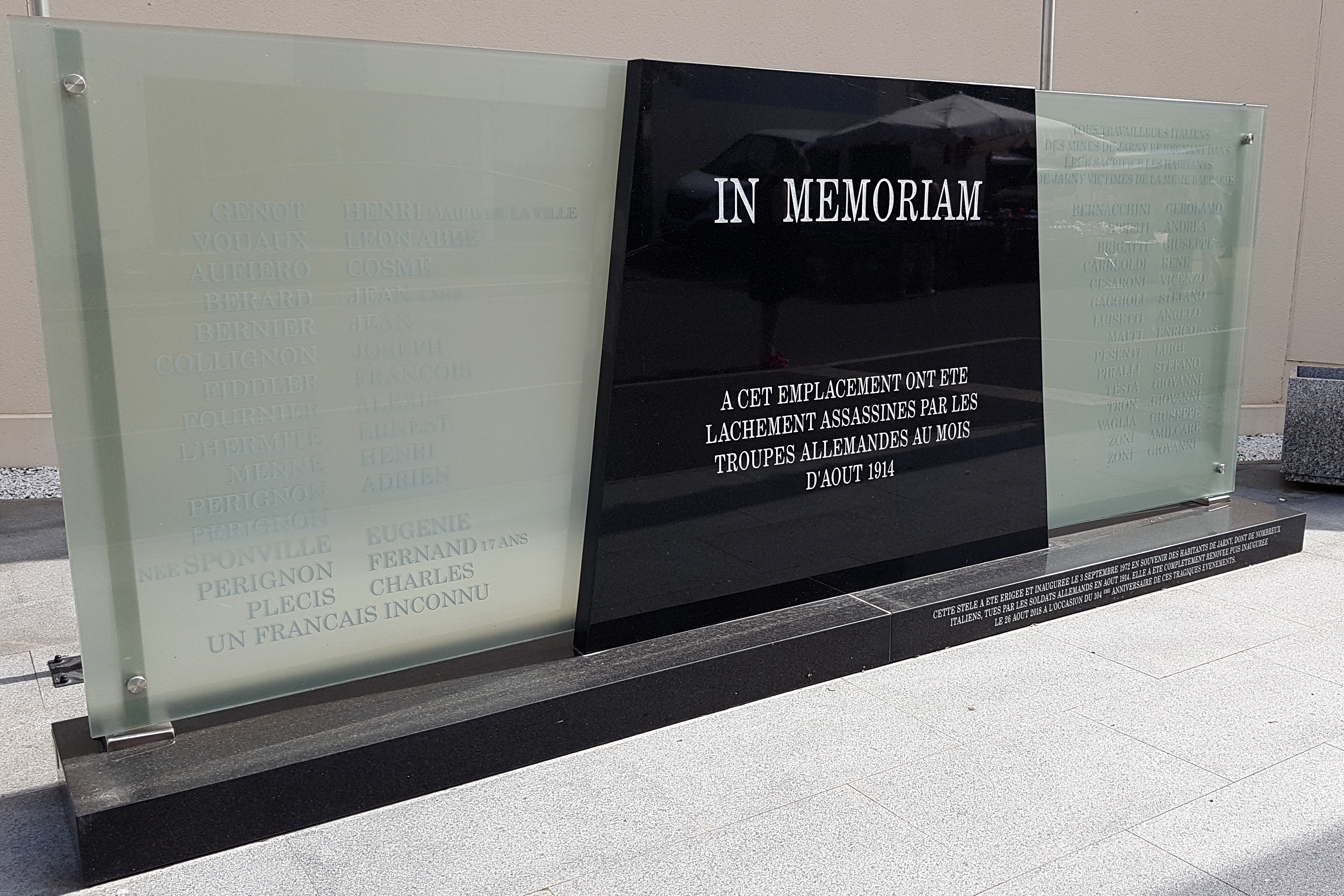
Monument aux fusillés d'août 1914.

Située à seulement quelques kilomètres de la frontière franco-allemande de 1871, correspondant à la Moselle actuelle, Jarny, ville de 3 500 habitants, est occupée par les troupes allemandes dès les premiers jours du conflit. Après la bataille de Morhange, le 26 août 1914, quatre otages sont fusillés pour l'exemple : 
- Henri Génot, maire de la ville, boucher, 53 ans,
- l’abbé Léon Vouaux, frère du curé de Jarny,
- Jean Bernier,
- François Fidler[Note 6].

Toujours en août 1914, des travailleurs italiens des mines de Jarny sont fusillés dans l'actuelle rue Albert-1er, à quelques pas de l’actuelle place Henri-Génot.
Toujours en août 1914, l'église et plusieurs maisons sont incendiées. Ces faits font partie des atrocités allemandes pendant la Première Guerre mondiale dans les territoires conquis par l'armée impériale. Le bilan humain est de 28 morts (15 au 10 août et 13 au 25 août), le bilan matériel est de 22 maisons détruites au 25 août et d'un nombre inconnu au 10 août. Les unités incriminées au 25 août sont les 4e, 66e, et 68e régiments d'infanterie bavarois.
Le groupe scolaire à peine achevé est utilisé dans un premier temps comme écuries, puis comme lazaret (hôpital). Le château de Moncel est utilisé comme quartier général par l'armée allemande. La commune reste occupée par l'armée allemande jusqu'à l'Armistice, en novembre 1918.

### Seconde Guerre mondiale
Jarny est occupée par l'armée allemande après la Bataille de France, dès l'Armistice du 22 juin 1940. Tandis que le département de la Moselle est annexé de facto au Troisième Reich, celui de Meurthe-et-Moselle fait partie de la zone interdite et Jarny reste occupée jusqu'à la Libération. Les FFI et FTP du secteur prennent une part active à la libération du Pays-Haut. Les premières patrouilles du XXe corps d'armée américain entrent à Jarny le 1er septembre 1944, mais la commune ne sera définitivement libérée que le 3 septembre 1944.

## Politique et administration

### Politique de développement durable

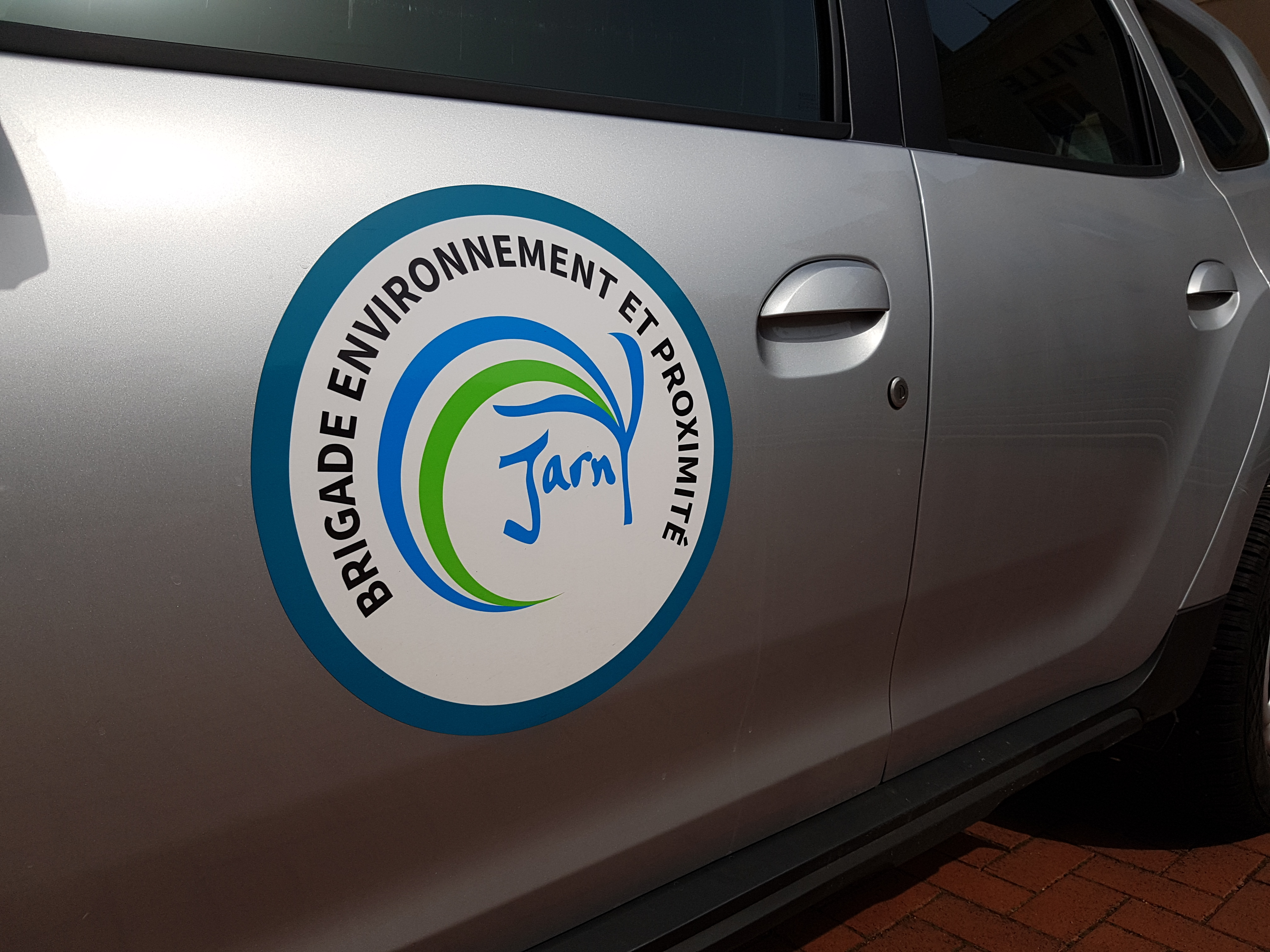
Véhicule de la brigade Environnement et proximité.

La commune a engagé une politique de développement durable en lançant une démarche d'Agenda 21 en 2003.

### Jumelages[30]
- Linkenheim-Hochstetten (RFA) depuis 1966.
- Gröditz (RFA, autrefois RDA) depuis 1969. À l'époque, les jumelages avec la RDA se rencontraient surtout chez les municipalités communistes, comme Jarny. Le partenariat deviendra triangulaire en 1990, avec un jumelage entre Linkenheim-Hochstetten et Gröditz (le premier contact entre les deux villes allemandes remonte à 1984).
- Popoli, ville italienne (touchée par un tremblement de terre en 2009) dont le maire est un enfant de Jarny.

## Population et société

### Démographie
L'évolution du nombre d'habitants est connue à travers les recensements de la population effectués dans la commune depuis 1793. Pour les communes de moins de 10 000 habitants, une enquête de recensement portant sur toute la population est réalisée tous les cinq ans, les populations de référence des années intermédiaires étant quant à elles estimées par interpolation ou extrapolation. Pour la commune, le premier recensement exhaustif entrant dans le cadre du nouveau dispositif a été réalisé en 2007.

En 2022, la commune comptait 8 090 habitants, en évolution de −2,47 % par rapport à 2016 (Meurthe-et-Moselle : −0,13 %, France hors Mayotte : +2,11 %).
| 1793 | 1800 | 1806 | 1821 | 1836 | 1841 | 1861 | 1866 | 1872 |
| ---- | ---- | ---- | ---- | ---- | ---- | ---- | ---- | ---- |
| 515  | 423  | 469  | 510  | 704  | 709  | 768  | 726  | 722  |

| 1876 | 1881 | 1886 | 1891 | 1896 | 1901 | 1906 | 1911  | 1921  |
| ---- | ---- | ---- | ---- | ---- | ---- | ---- | ----- | ----- |
| 927  | 803  | 780  | 702  | 733  | 771  | 890  | 3 411 | 4 156 |

| 1926  | 1931  | 1936  | 1946  | 1954  | 1962  | 1968  | 1975  | 1982  |
| ----- | ----- | ----- | ----- | ----- | ----- | ----- | ----- | ----- |
| 6 111 | 7 214 | 7 010 | 7 512 | 8 001 | 9 248 | 9 236 | 9 287 | 8 849 |

| 1990  | 1999  | 2006  | 2007  | 2012  | 2017  | 2022  | - | - |
| ----- | ----- | ----- | ----- | ----- | ----- | ----- | - | - |
| 8 401 | 8 377 | 8 452 | 8 447 | 8 389 | 8 283 | 8 090 | - | - |

## Économie
Les deux entreprises sœurs Le Bras Frères et Europe Échafaudage, implantées à Jarny, actives notamment dans le domaine des charpentes et couvertures de monuments historiques, participent au chantier de reconstruction et rénovation de la cathédrale Notre-Dame de Paris.

## Culture locale et patrimoine

### Lieux et monuments

#### Édifices religieux
- Église Saint-Maximin fortifiée, XIIIe siècle, clocher isolé (ancien donjon), inscrite aux monuments historiques par arrêté du 26 mars 1982[35],[36].
- Chapelle Saint-Joseph à Droitaumont, XXe siècle, désacralisée.
- Chapelle Notre-Dame-du-Rail, XXe siècle, dans le quartier gare, désacralisée[37].
- Chapelle sépulcrale des maîtres du château de Moncel, XIXe siècle, à l'inventaire du patrimoine architectural[38].
- Grotte de la Vierge à Moulinelle.

Architecture religieuse
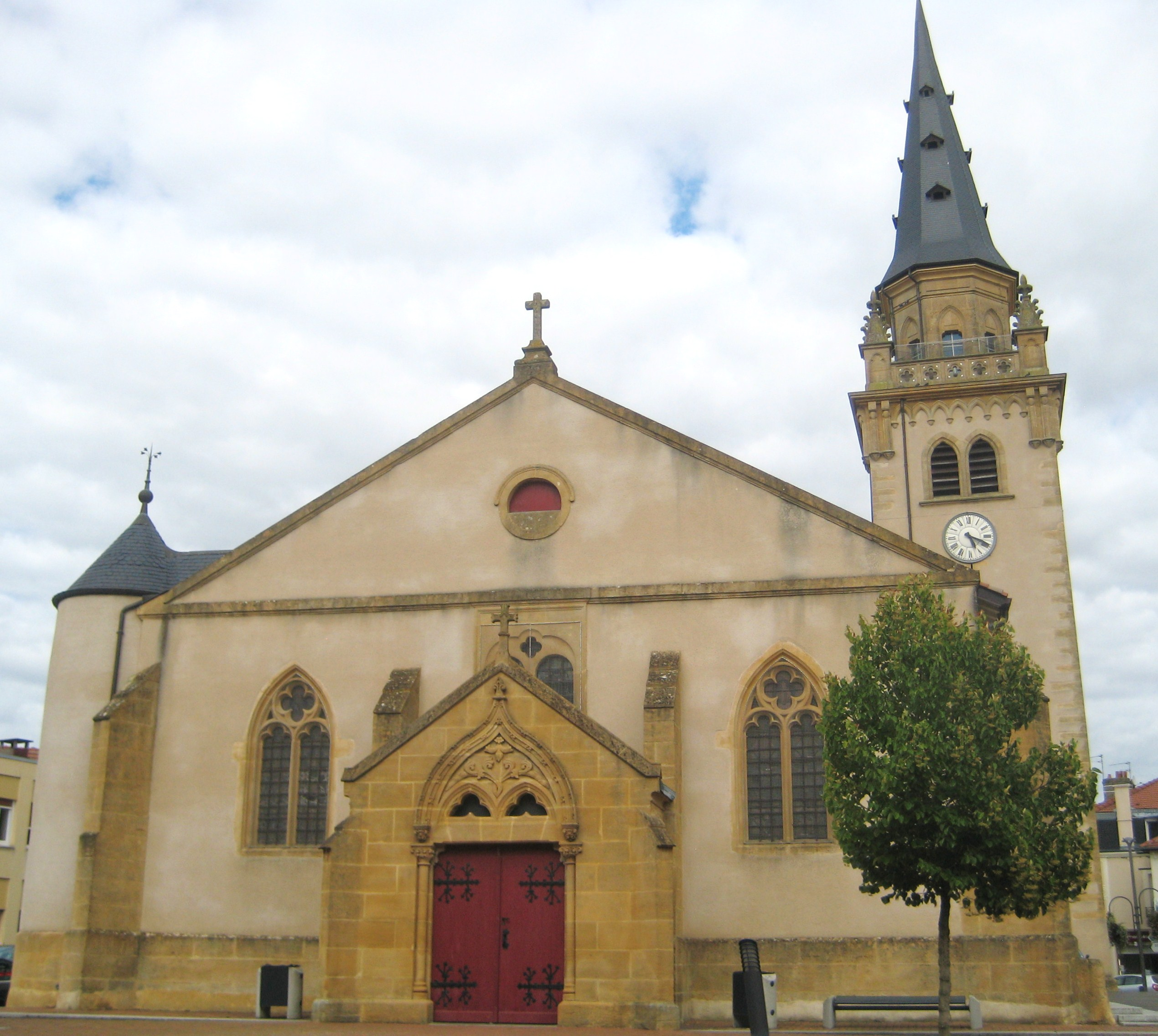
Église Saint-Maximin.
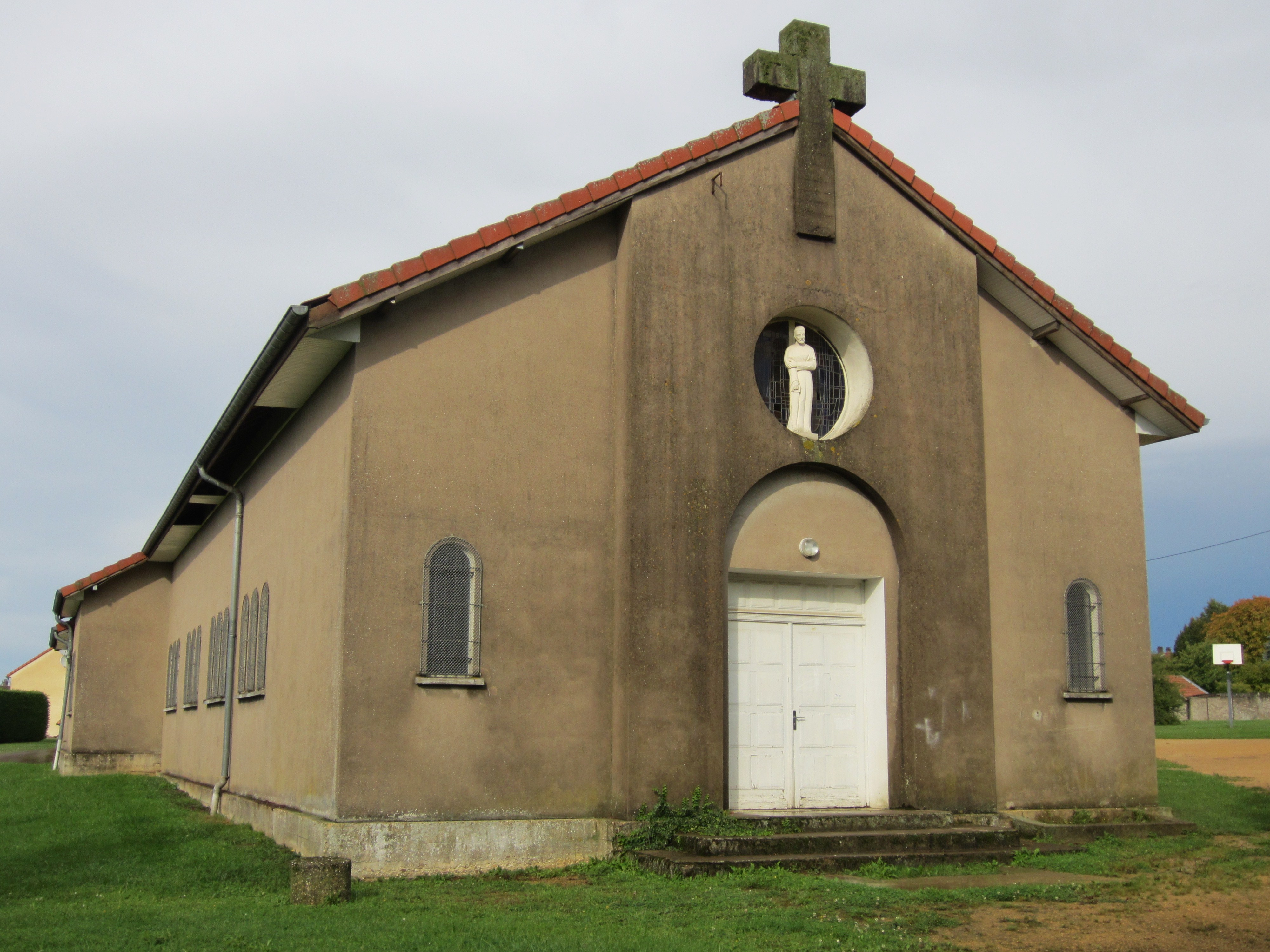
Ancienne chapelle Saint-Joseph de Droitaumont.
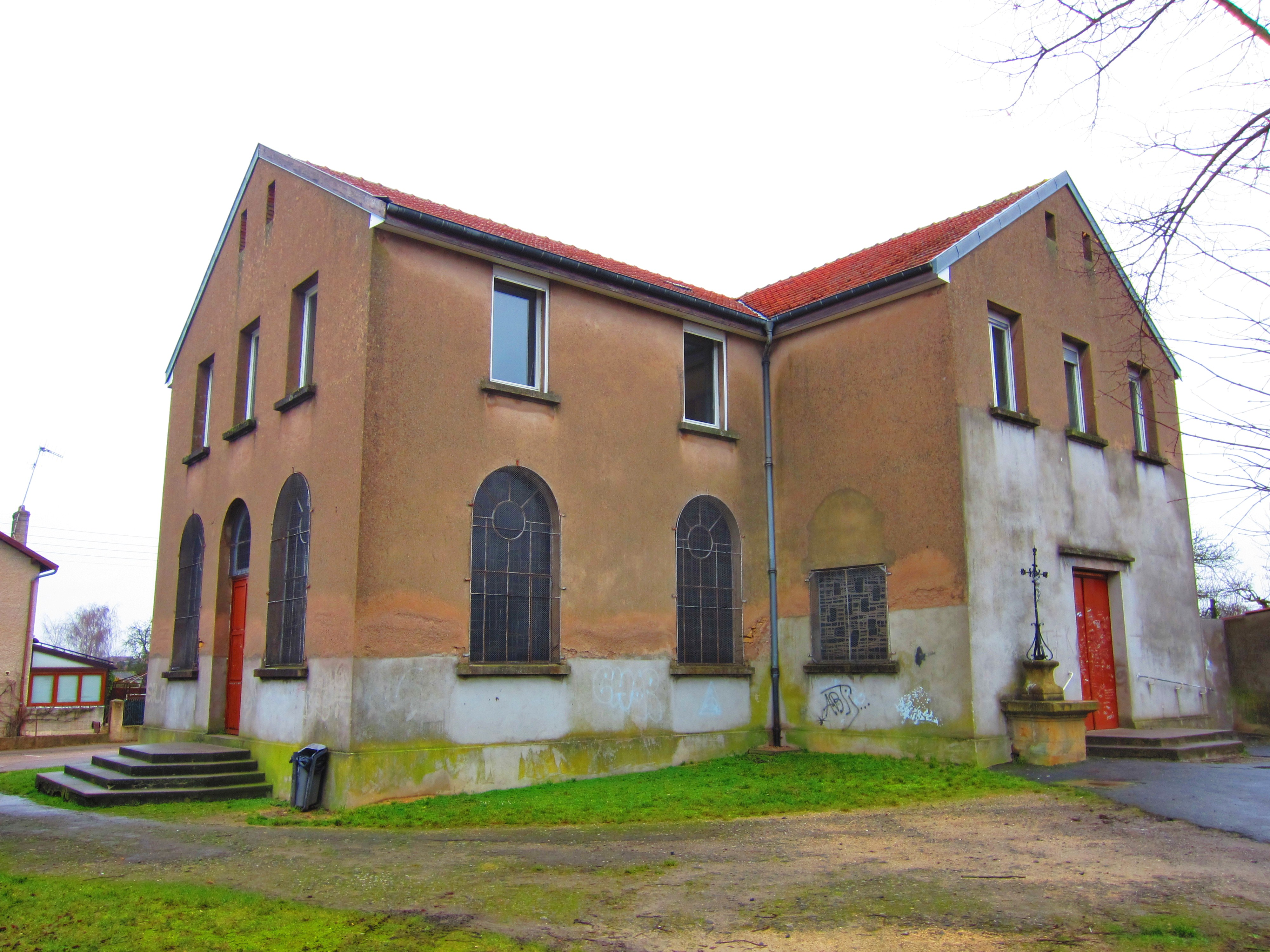
Ancienne chapelle Notre-Dame-du-Rail.
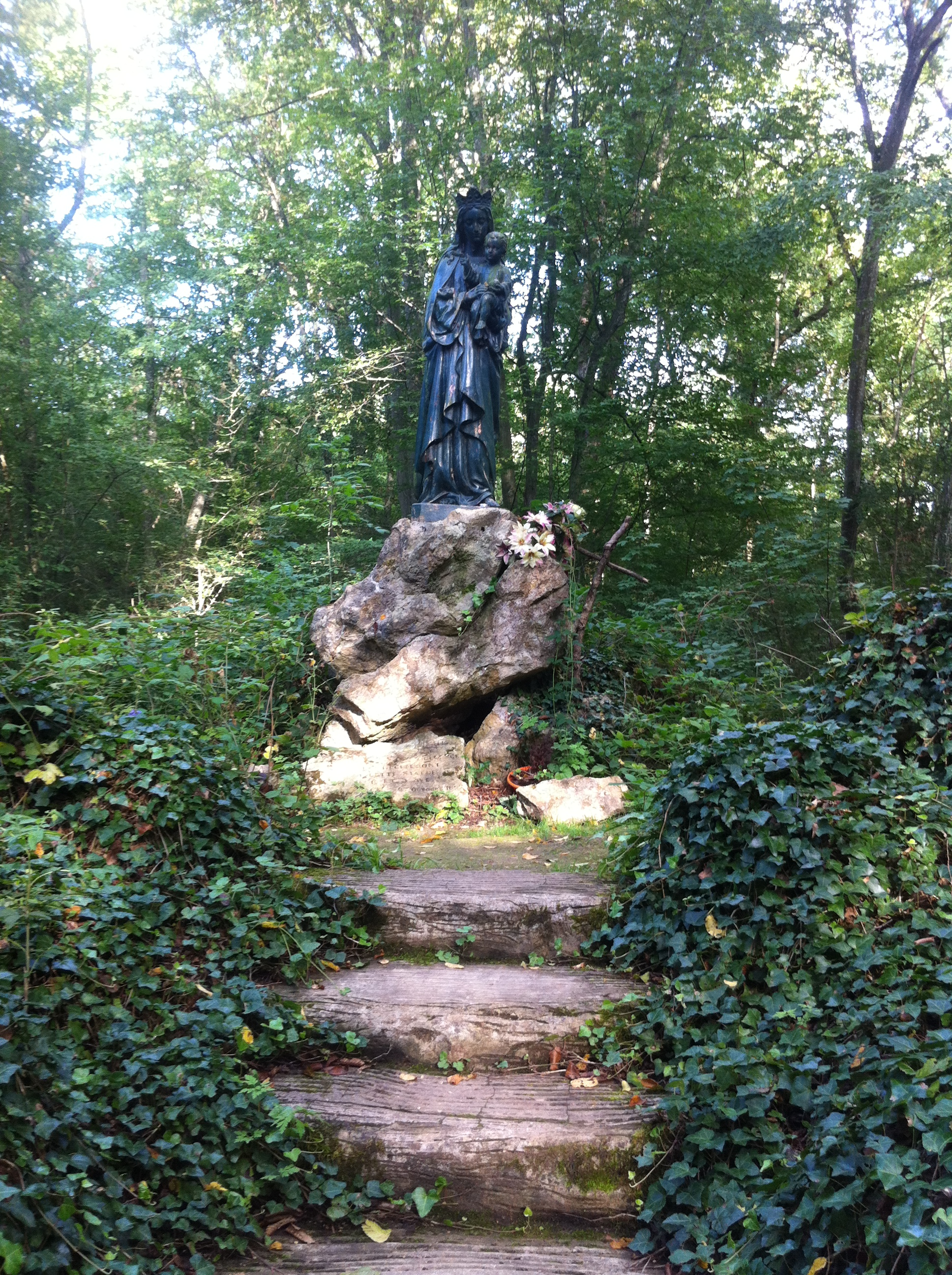
Vierge de l'ancien mausolée du château de Moncel.

#### Édifices civils
- Château de Moncel, ancienne maison forte du XIIIe siècle, passée en 1633 aux Bettainvillers, maîtres de forge de Moyeuvre, rhabillée au XXe siècle en pastiche XVIIIe siècle. Demeure des directeurs de la mine de Droitaumont, il sert d'état-major pour les Allemands lors de la Première Guerre mondiale. Le parc est aujourd'hui ouvert au public et le château accueille des associations environnementales[39].
- Hôtel de ville.
- Collège Alfred-Mézières. Achevé en 1914, il sert de lazaret (hôpital militaire) pendant toute l'occupation allemande (1914-1918). Il sert ensuite d'école, avant de devenir un collège.
- Collège Louis-Aragon. La première rentrée a lieu en 1973 pour les élèves habitant l'ouest et le nord du Jarnisy, plus ceux ayant choisi des options non proposées au collège Alfred-Mézières (espagnol notamment). Aragon est le 2e collège de Jarny.
- Lavoir, rue des Mines.

Architecture civile
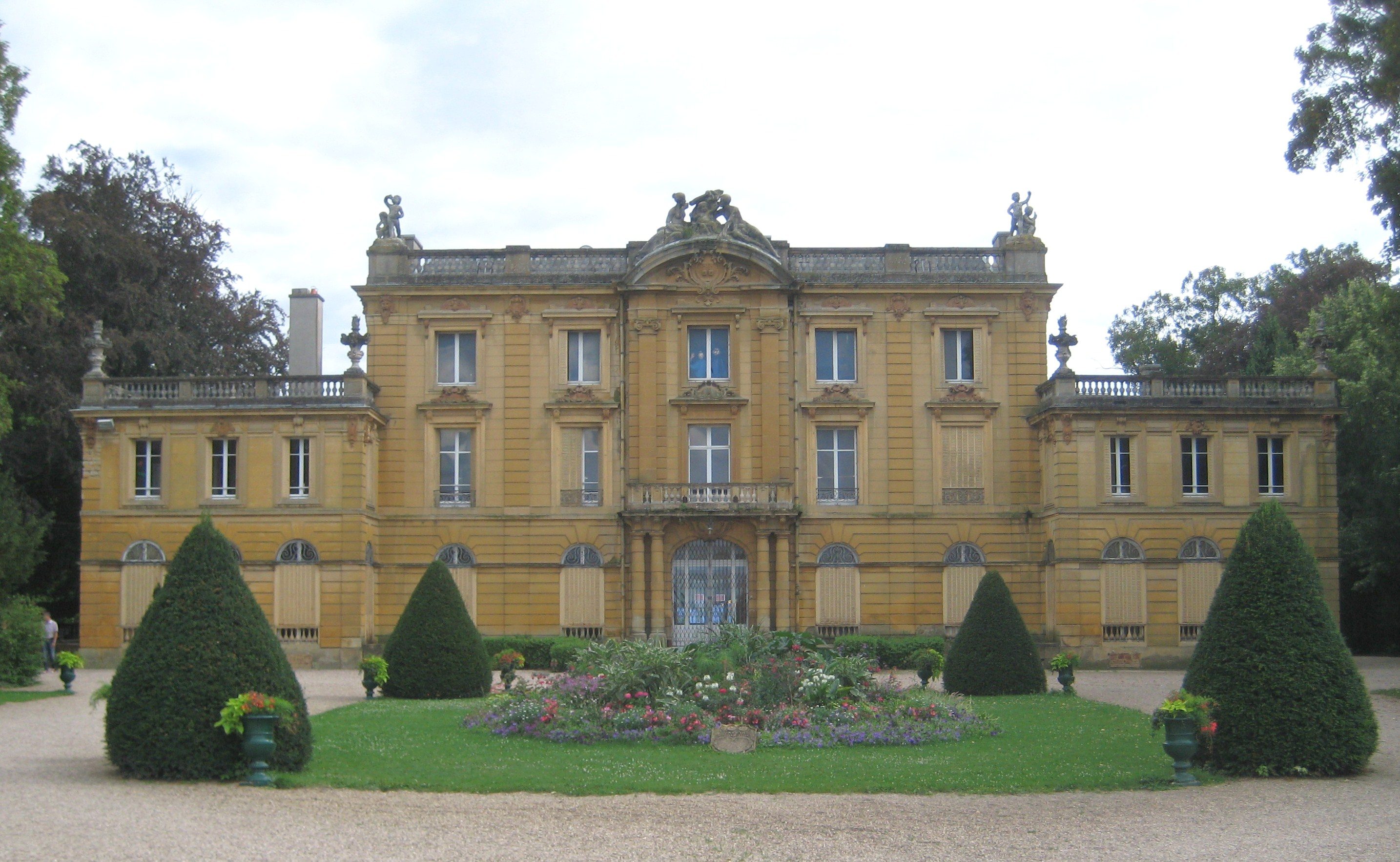
Château de Moncel.
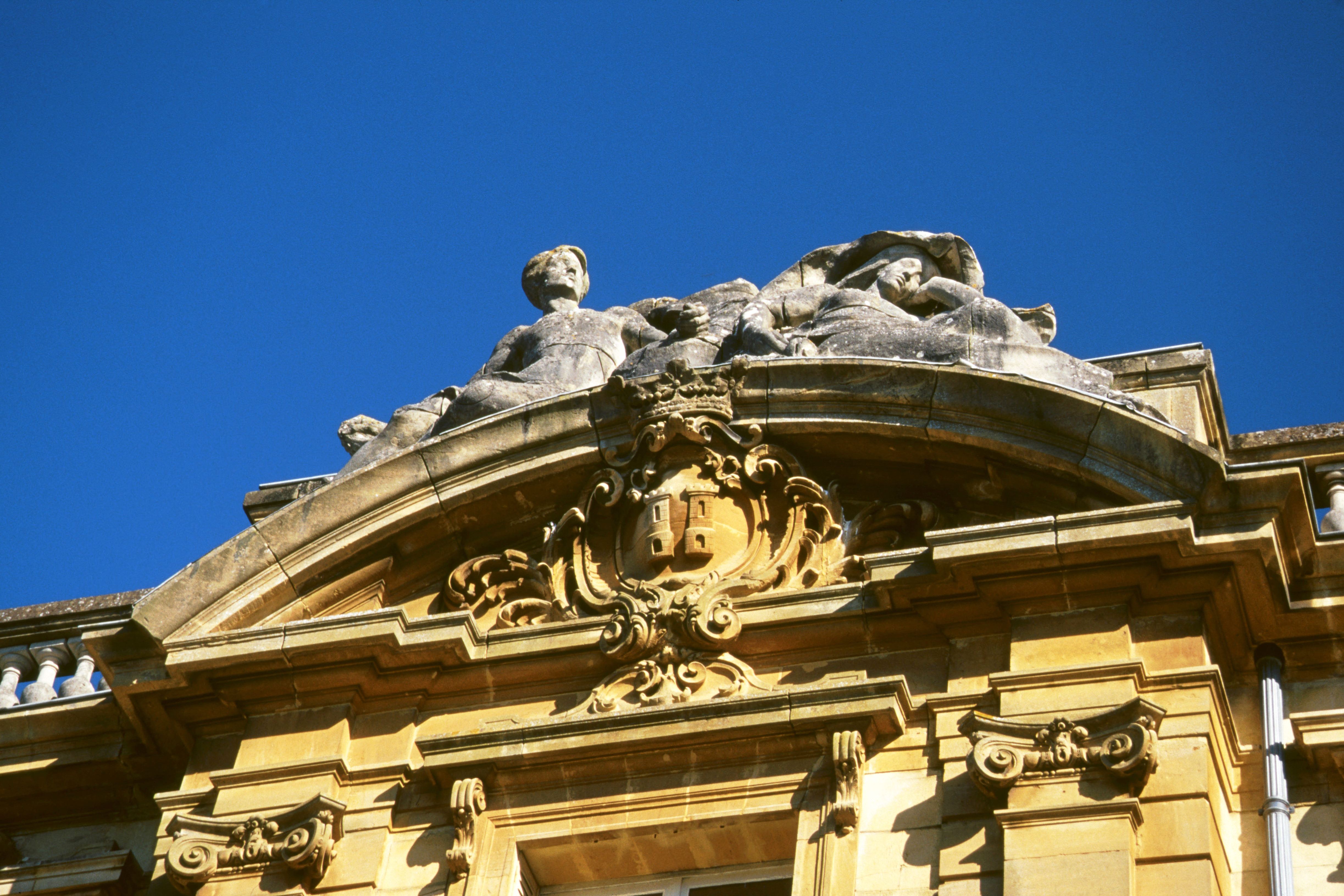
Détail en façade du château de Moncel.
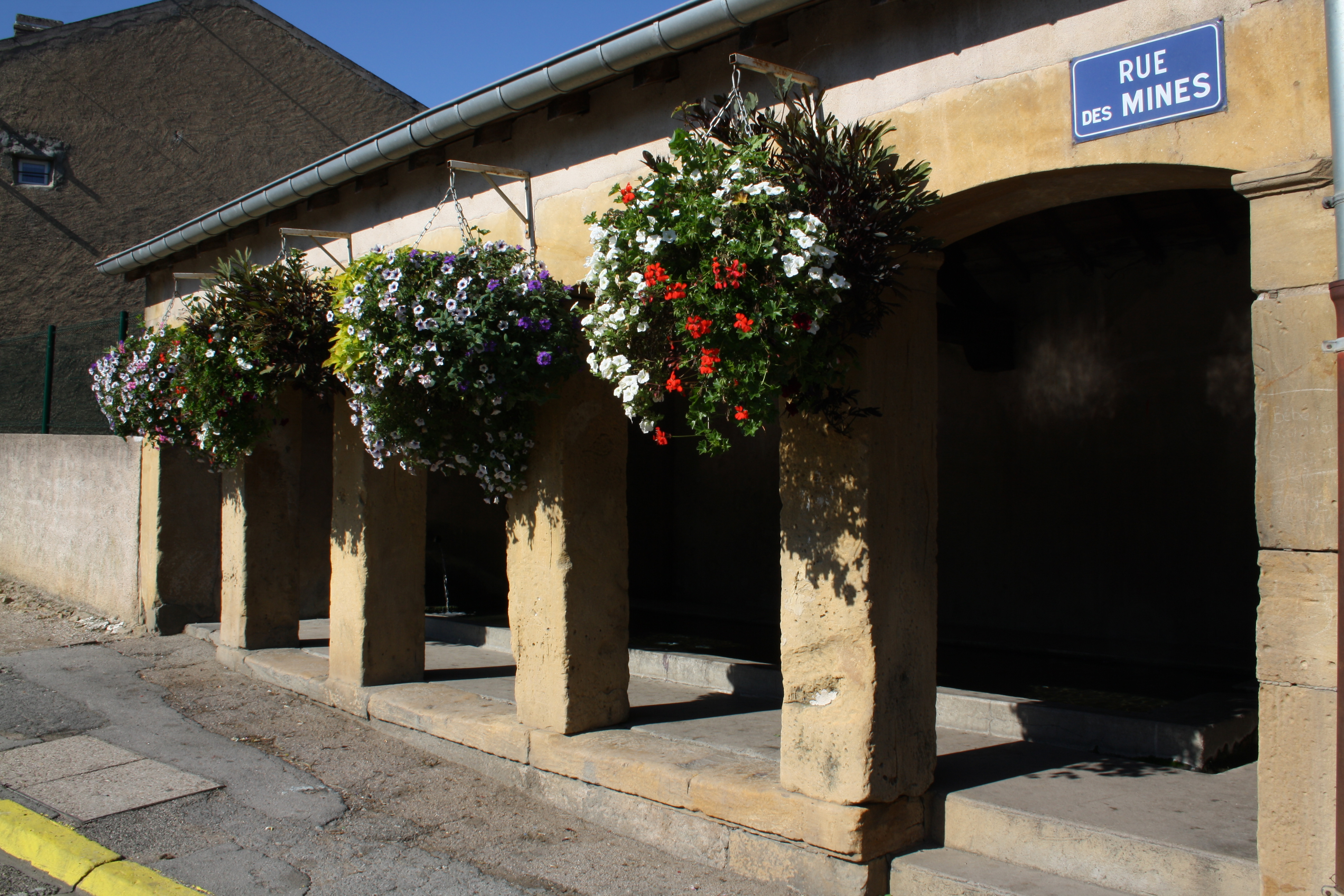
Lavoir de la rue des Mines.
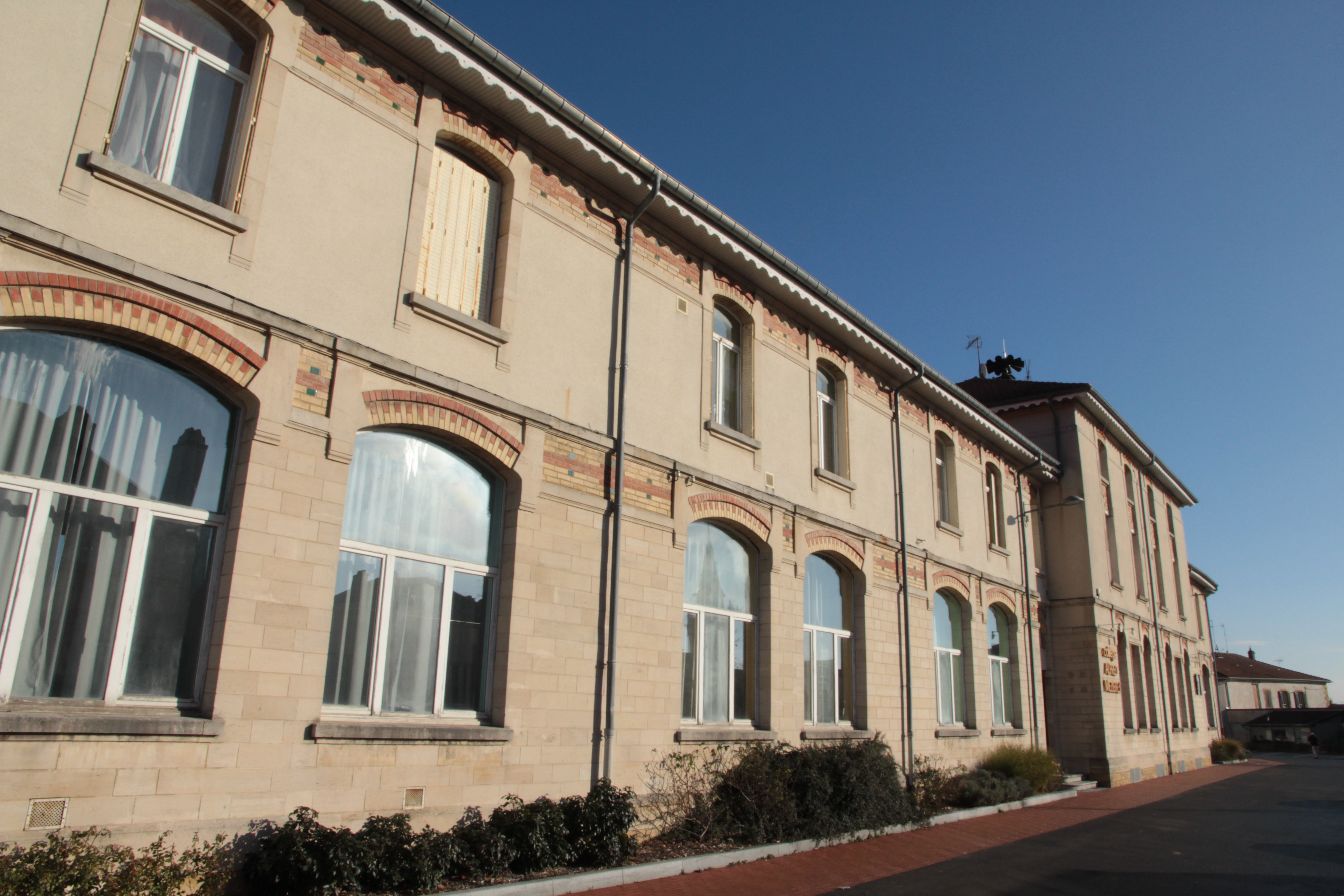
Collège Alfred-Mézières.

#### Patrimoine industriel
- Ancienne brasserie, 12 rue du Point-du-Jour, époque de construction : 1er quart du XIXe siècle ; 4e quart du XIXe siècle. Désaffectée entre 1900 et 1905.
- Ancienne brasserie du début du XXe siècle « bière de Jarny » située sur le site actuel « EMC2 » près de la gare de Conflans-Jarny.
- Ancienne mine de fer de Jarny.
- Ancienne mine de fer de Droitaumont.
- Cités de Moulinelle (typiques de l'habitat ouvrier à l'époque des mines).
- Cités de Droitaumont.
- Gare SNCF.

Architecture industrielle
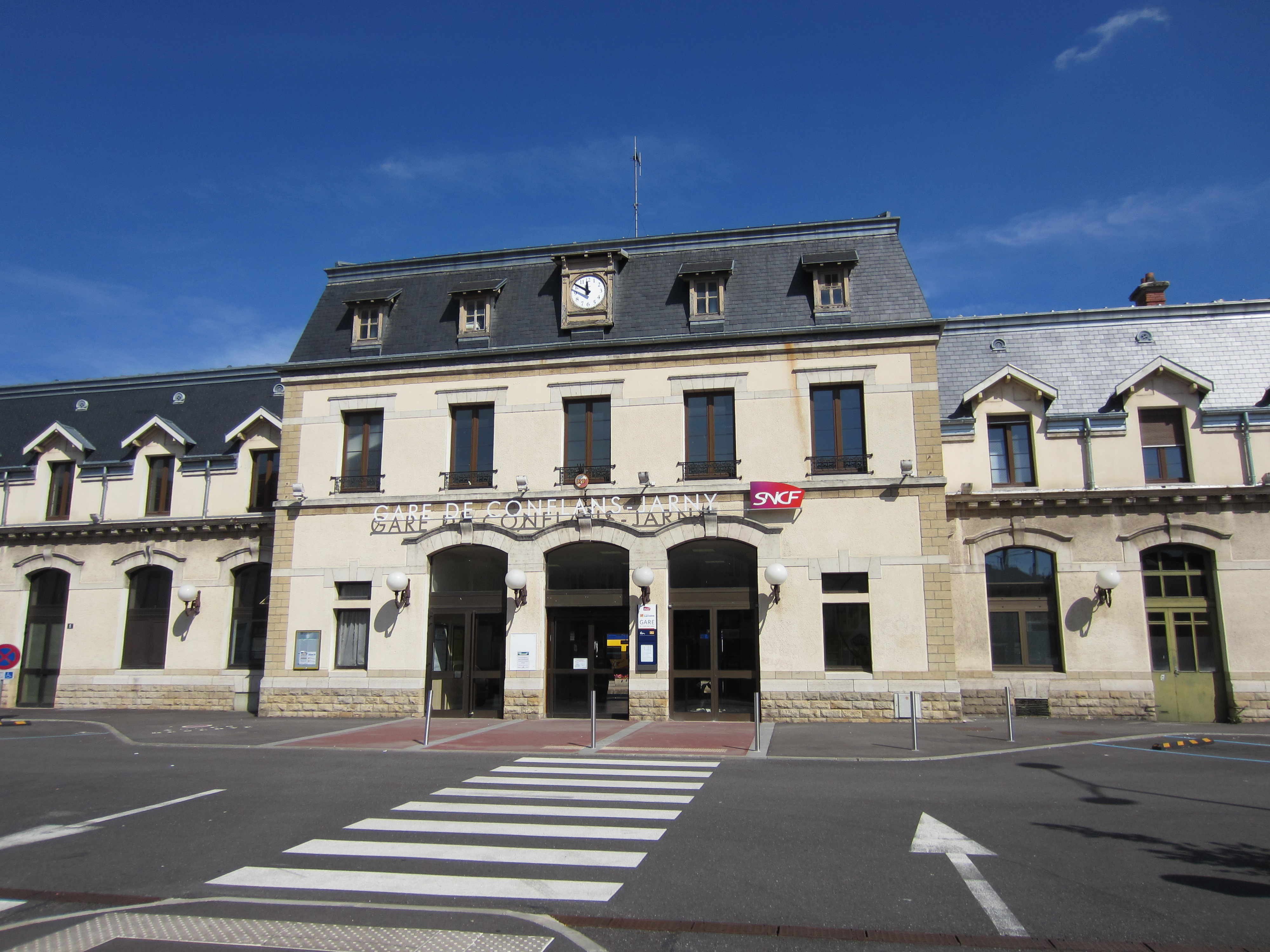
La gare.
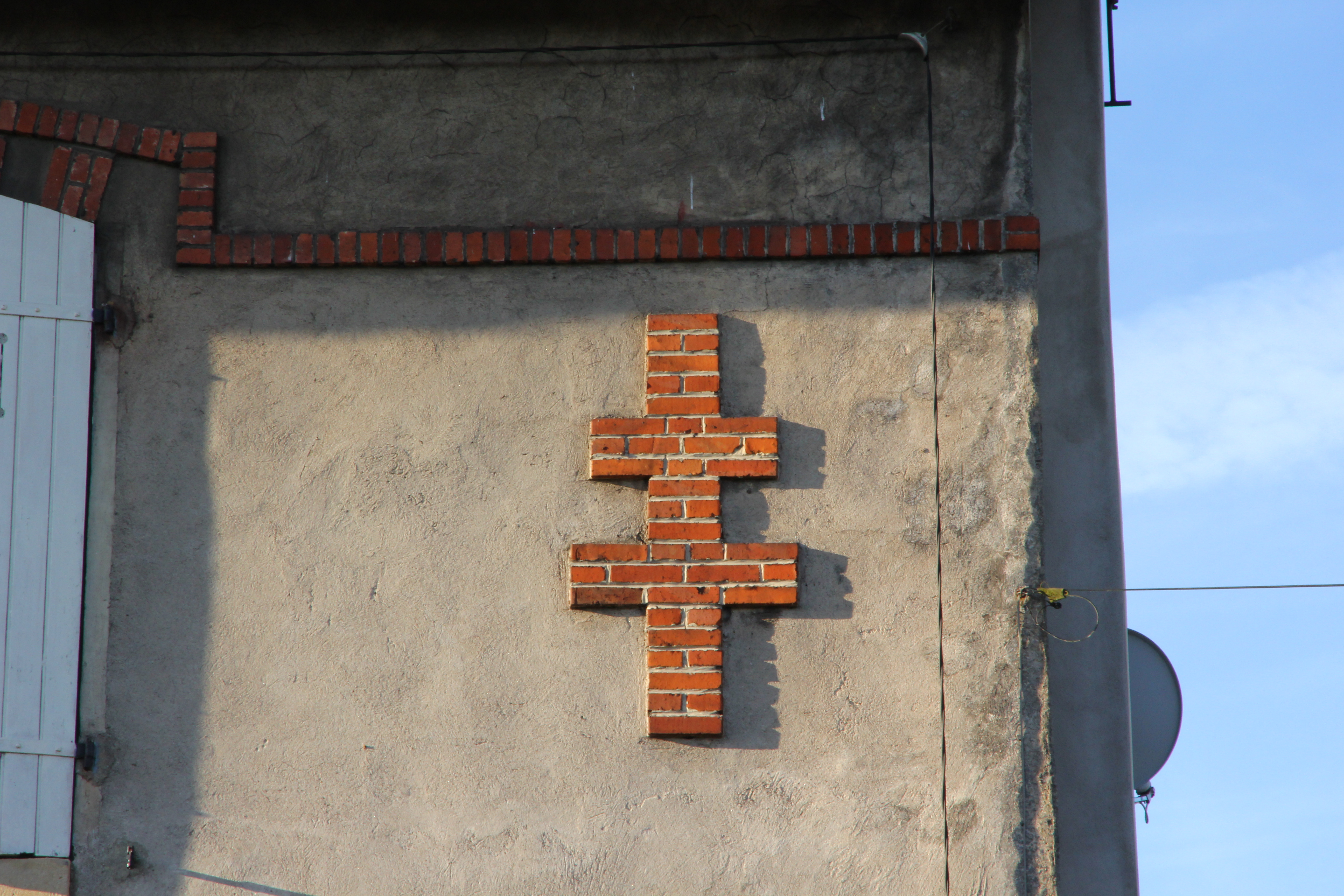
Détail d'une façade dans les cités de Moulinelle.

#### Patrimoine naturel

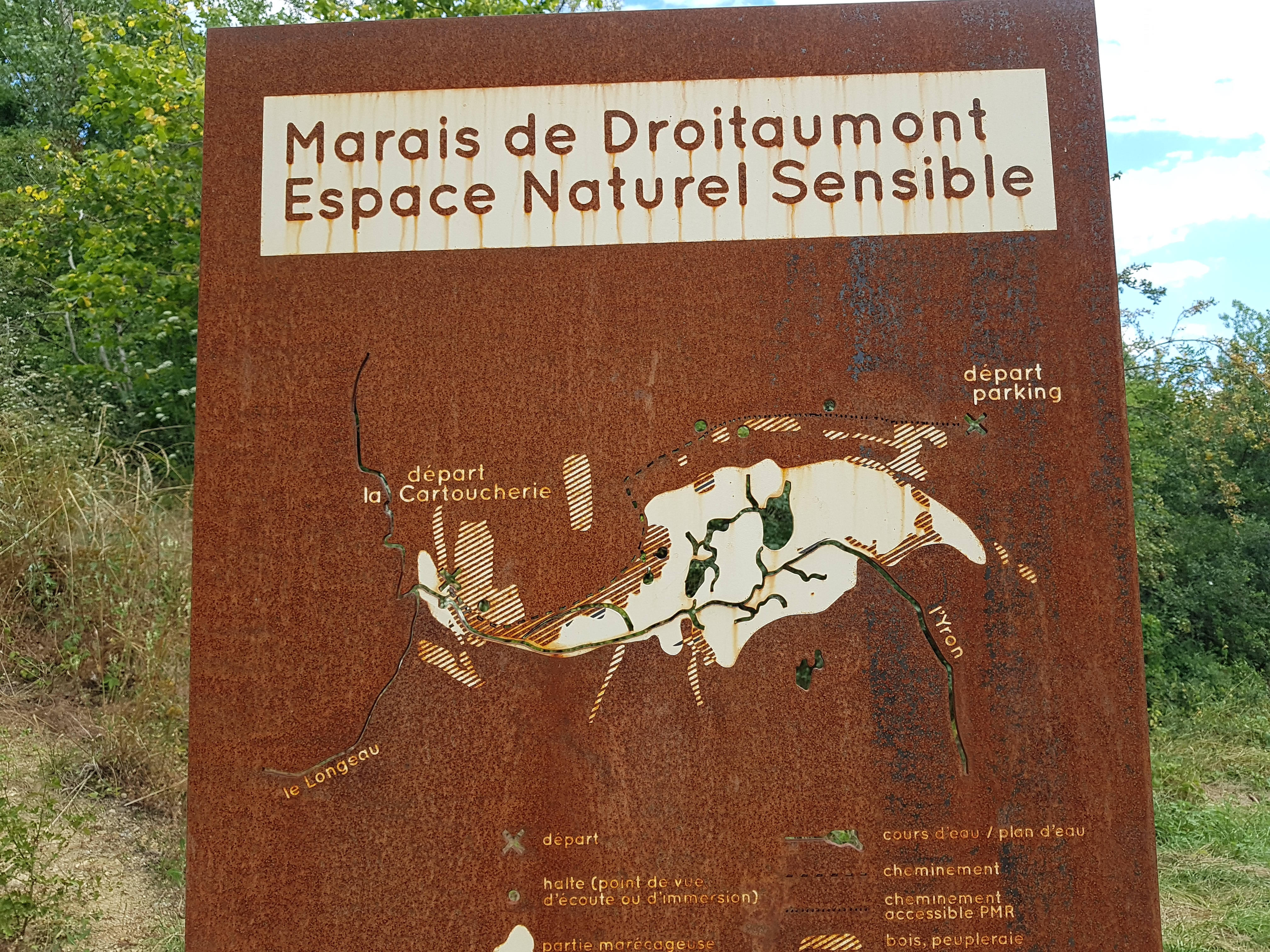
Espace naturel sensible du Marais de Droitaumont.

- Marais de Droitaumont, classé en Espace naturel sensible.
- La Poncette. Lieu incarnant le rêve américain à la jarnysienne, la poncette se démarque par son cadre agréable. Au bord de l'Yron, les Jarnysiens viennent s'y promener en famille ou se détendre entre copains. Autrefois beaucoup venaient laver leur voiture dans le gué ; l'accès en est aujourd'hui interdit aux véhicules[40].

### Personnalités liées à la commune
- Léon Vouaux (1870-1914), prêtre, professeur, mycologue et botaniste, fusillé à Jarny le 26 août 1914. Son nom est inscrit au Panthéon parmi les 560 écrivains morts au champ d'honneur pendant la Première Guerre mondiale.
- Gérard Biguet (1946-), arbitre international de football, natif de Jarny.
- Yan Lindingre (1969-), dessinateur né à Jarny, rédacteur en chef du magazine Fluide glacial de 2012 à 2018[41].
- Frédéric Stasiak (1966-2022), juriste et universitaire français, spécialiste du droit pénal et droit pénal des affaires, né à Jarny.

### Héraldique, logotype et devise
| Blason de Jarny | Blason  | D'argent aux neuf mouchetures d'hermine de sable ordonnées 4, 3 et 2, au chef de gueules chargé de trois annelets d'argent. |
| Blason de Jarny | Détails | Ce blason est une variante de celui de la famille de Gourcy (annelets d'or). Adopté vers 1960.                              |